# Verdrag van Shimoda
Het Verdrag van Shimoda (Russisch: Симодский договор oder Симодский трактат, Japans: 日魯和親条約 ; nichiro washin jōyaku) is een vriendschapsverdrag dat in 1855 werd gesloten tussen het keizerrijk Rusland en het Tokugawa-shogunaat. Het betekende de eerste officiële aanknoping van relaties tussen Rusland en Japan, en zou de basis zijn voor verdere, meer diepgaande relaties tussen de twee landen.
Voor Rusland werd het gesloten door viceadmiraal Jevfimi Poetjatin.

## Precedenten
Japan was een geheimzinnig land, bijna volledig afgesloten van de buitenwereld. Het Sakoku (鎖国 - of 'land gehuld in kettingen'), een Japanse term voor de isolatie, stond enkel Nederland toe een beperkte handel te drijven vanaf het kunstmatige eiland Deshima. Japan is echter een ideaal strategisch gelegen eiland in Azië en de Stille Oceaan, vandaar dat de koloniale machten ook hard zouden strijden om Japan aan hun kant te scharen. Dit betrof de Verenigde Staten van Amerika, het Verenigd Koninkrijk, Frankrijk, Nederland en het tsaristisch Rusland.
Japan en Rusland stonden als buurstaten reeds vroeg met elkaar in contact. Zo zijn er altijd al geschillen geweest omtrent visgronden en grondgebied. Verscheidene documenten spreken over de gevangenneming van Japanse vissers zo ver als het schiereiland Kamtsjatka. Sommige van deze Japanse gevangenen werden zelfs via de Siberische route in Sint-Petersburg ondergebracht met oog op het onderricht van de Japanse taal. Een praktijk die Japan zelf ook niet onbekend zou zijn. Het getuigt van een groeiende nieuwsgierigheid van de twee landen.
Reeds in de 18e eeuw was Japan op de hoogte gesteld van de Russische expansie naar het Russische Verre Oosten. Een Slowaaks avonturier, baron Móric Beňovský, was door de Russische tsaar verbannen naar Kamtsjatka. Hij kon echter ontsnappen en dook op in de haven van het Japanse eiland Amami Oshima. Beňovský verwittigde de Nederlanders op Deshima dat er een Russische dreiging op komst was. De Nederlanders stuurden zijn betoog meteen door naar het Tokugawa-shogunaat (bakufu) dat gealarmeerd reageerde. Sommige Japanse intellectuelen, zoals Hayashi Shihei, stelden maatregelen voor om de mogelijke aanvallen af te slaan. De geschiedenis van baron Beňovský is overigens een fantasierijk en avontuurlijk geheel. Zijn interacties met Japanners, en bijvoorbeeld de redding van de inwoners van Formosa uit de greep van China, moeten met een korrel zout genomen worden. Veel van de bronnen bleken overdreven te zijn en soms zelfs verzonnen en/of onmogelijk. Het staat echter vast dat hij daadwerkelijk het Tokugawa-shogunaat heeft getipt over een Russisch dreiging.
Een later Russisch-Japans contact vond plaats in 1792. De Russische marine-officier Adam Laksman meerde toen aan aan in Matsumae en Hakodate, op Hokkaido, in een eerste Russische poging een handelsovereenkomst te sluiten met Japan en het exclusiviteitsrecht van de Nederlanders te doorbreken. De Russische delegatie zag de toenadering echter mislukken als gevolg van de halsstarrige houding van Japan dat zich isoleerde van de buitenwereld met uitzondering van Nederland en China. De Japanners maanden Laksman aan te vertrekken. Laksman wilde alleen vertrekken als hij een handelsovereenkomst voor Rusland kreeg.
De Japanners verleenden hem uiteindelijk een document dat ten eerste bepaalde dat Rusland één Russisch handelsschip mocht sturen naar de haven van Nagasaki, ten tweede dat de Russen nergens anders in Japan mochten aanmeren, en ten derde er op wees dat het christendom verboden was in Japan. De Russen stuurden in 1804 een handelsschip naar Nagasaki onder leiding van Nikolaj Rezanov, maar de haven wilde zich niet openstellen. Het document dat Laksman had ontvangen, was duidelijk van geen waarde. Als Nagasaki zich wel had opengesteld, dan zou Rusland het eerste westerse land zijn geweest dat Nederlands exclusiviteitsrecht had weten te doorbreken. De Russen keerden met veel wroeging terug richting vasteland, niet zonder gevolg. Bronnen spreken van zeker twee Russische officieren die op Etorofu en Karafuto een paar Japanse dorpen plat brandden en ettelijke Japanse vissersboten tot zinken brachten. Deze gebeurtenissen introduceerden de Russisch-Japanse Koerilen-vete, een territoriumkwestie die zal duren tot en met de dag van vandaag.
De strijd om de prestigieuze eer te hebben het eerste land te zijn dat Japan openstelde aan de buitenwereld, was nog lang niet opgegeven door Rusland. Rond deze tijd werd door Tsaar Alexander I een wereldwijde Russische vertegenwoordigingsmissie opgestart onder leiding van Ivan Fedorovich Krusenstern. Voor Japan werd de nobele Nikolaj Petrovitsj Rezanov als Russische vertegenwoordiging meegenomen, zij het onder gezag van Krusenstern. Rezanov, de stichter van de Russisch-Siberische bonthandel moest het tij gaan keren in Japan.
Het duurde dus ook niet zo lang vooraleer Rezanoff in 1804 zijn diplomatieke sterkte zou gaan uiten in Japan. Aan boord van zijn schip, de Nadejda, had hij veel geschenken voor het Shogunaat en zelfs Japanse schipbreukelingen die werden gerepatrieerd. Desondanks wist ook hij geen akkoord te sluiten. Het shogunaat hield zich maandenlang stil, weigerde vervolgens de onderhandelingen, en gaf ten slotte zelfs de geschenken terug. Rusland reageerde nu sterker. Als wraak begon het aanvallen uit te voeren op de noordelijke kusten van Japan. Bij deze gevechten werd de Russische kapitein Vasili Golovnin in 1811 door samoerai gevangengenomen op Hokkaido. Gedurende 18 maanden was hij de gevangene van het Tokugawa shogunaat, dat hem gebruikte voor de studie van het Russisch, de Russische cultuur, de staat van de Europese machtsbalans en westerse wetenschap. Zo kreeg het geïsoleerde Japan een visie op de gang van zaken in de rest van de wereld. Golovnins memoires (Memoirs of Captivity in Japan During the Years 1811,1812, and 1813) scheppen een licht op de methodes gebruikt door de Tokugawa-ambtenaren.
Later zouden de Russen hun vroegere militaire acties verwerpen en de Russische interesse voor Japan zou een generatie lang afnemen. De interesse wakkerde echter weer aan toen in 1834 de Opiumoorlog uitbrak. De Russische tsaar Nicolaas I realiseerde zich de territoriale uitbreidingen van het Verenigd Koninkrijk in Azië en van de Verenigde Staten in de Stille Oceaan en Noord-Amerika. Daarom richtte hij in 1842 een comité op dat de positie van Rusland in de Amoer-regio en Sachalin zou onderzoeken. Het comité stelde een missie voor naar het gebied onder leiding van Poetjatin. Dit plan werd echter verworpen omdat men (voorlopig) overtuigd was dat Rusland niet al te veel commerciële belangen in het gebied had. Niettemin werd een bescheiden expeditie opgezet; de aanloop naar een veel grootser opgezette missie.
Japan zelf bleef ook niet onberoerd door de gebeurtenissen in Azië. Nadat het zo machtig geachte Chinese keizerrijk in de Opiumoorlog was verslagen door het Verenigd Koninkrijk begon Japan de westerse mogendheden op militair vlak serieus te nemen. Zo zou het het zijn leger geleidelijk aan moderniseren door het oprichten van artillerie-forten, artilleriescholen en de herziening van de kustverdediging. Deze actie werd gesteund vanuit het bakufu-regime, intellectuele groeperingen, en er werd zelfs op aangedrongen door het Keizerlijk hof. Japan isoleerde zichzelf wel van de buitenwereld, maar was niet blind voor de westerse mogelijkheden en dreigingen.

## Verloop van Poetjatins missie
Een aantal jaren later ontdekte Rusland dat de Verenigde Staten een expeditie richting Japan voorbereidden. Deze expeditie onder leiding van commodore Matthew Perry zou mits het gebruik van Amerikaanse oorlogsschepen meer slagkracht voor de Verenigde Staten van Amerika in Azië en de Stille Oceaan moeten opleveren. In allerijl werden de plannen voor een Russische expeditie richting Japan onder het stof uitgehaald. Wederom werd Poetjatin aangesteld voor de opdracht, waarop hij en zijn squadron Europa verlaten vroeg in het jaar 1853. Het bevel luidde terug te keren met een verdrag dat niet minderwaardig zou zijn als dat van de Amerikanen en een opheldering te verkrijgen inzake de Koerilen en Sachalin. Met Poetjatin reisde de bekende Russische schrijver Ivan Aleksandrovitsj Gontsjarov mee als diens secretaris. Hij is de auteur van 'Reis om de wereld' (Russisch: Fregat Pallada - 1858 ) waarin hij de details van de reisweg en onderhandelingen neerschreef. Een waardevolle beschrijving van hoe de Japanners buitenlandse schepen ontvingen en de Russische visie hierop.

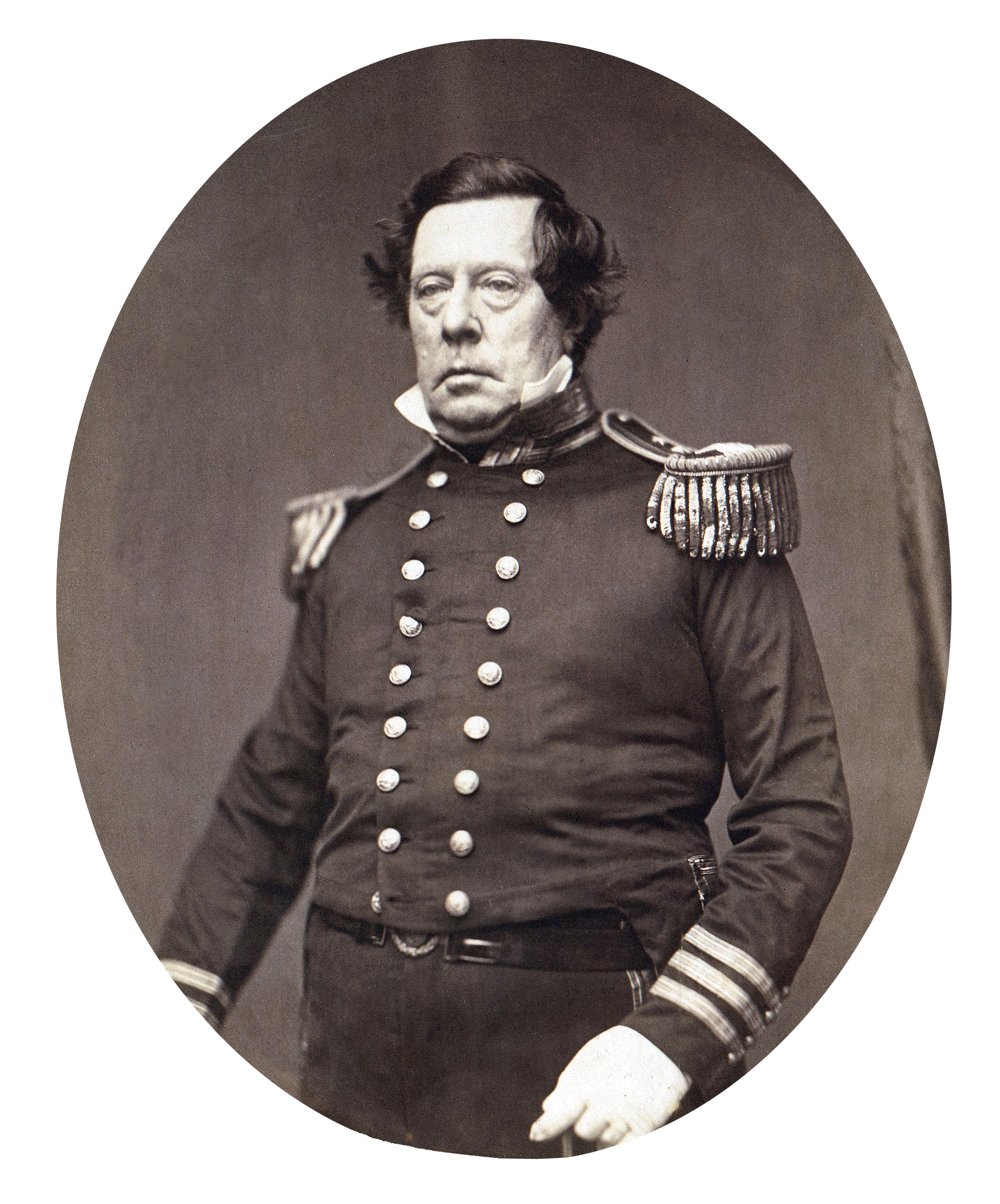
Matthew Calbraith Perry
(1794-1858).

Poetjatin, die in allerijl vertrokken was, zag dat zijn persoonlijke rivaal Commodore Matthew Perry hem voor zou zijn in de lange reis naar Japan en stelde een samenwerking voor. Perry sloeg het aanbod echter af. Op 8 juli 1853 verschenen zijn schepen in de Baai van Tokio. Het Japanse bestuur reageerde geschokt en in de hele stad Edo ontstond tumult. Poetjatin, die op weg was naar Nagasaki en zich ergens tussen Hongkong en de Bonin-eilanden bevond, wachtte de gebeurtenissen voorzichtig en observerend af. Hij arriveerde op 21 augustus 1853 in de haven van Nagasaki aan boord van de Pallada, vergezeld door vier andere schepen. Zijn eerste diplomatieke bezoek aan Japan viel een paar weken na het vertrek van de vier Amerikaanse oorlogsbodems van Perry.
De verschijning van de kurobune (zwarte schepen) van Perry in de Baai van Tokio zouden een nieuw tijdperk inluiden in de geschiedenis van Japan. Maar de verschijning van Poetjatins Russische oorlogsbodems op hetzelfde tijdstip zal zeker hebben bijgedragen tot de druk die nu aan twee kanten op Japan werd uitgeoefend. Maar Perry en Poetjatin werd een snel en definitief antwoord geweigerd. Van de wijze hoe het bakufu te werk is gegaan bij de eerste ontmoeting met Poetjatin zijn weinig betrouwbare bronnen te achterhalen. De gevolgen van Perry's komst waren van toepassing op alle volgende buitenlandse delegaties, zoals die van Poetjatin. Perry overhandigde de eisen van de Amerikaanse president Fillmore aan het bakufu, tot grote ontsteltenis van shogun Tokugawa Ieyoshi. Deze zou plots ziek worden en vier dagen na het vertrek van Perry overlijden, met als gevolg het ontstaan van een politiek vacuüm in het bakufu. De Roju ("Oudere") Abe Masahiro die in feite alle politieke macht had binnen het bakufu raadpleegde verrassend de daimyo's, aristocraten en het keizerlijke hof voor advies.
Tot dan had het bakufu nooit inmenging in bestuurszaken geduld. Dat werd gezien als een teken van incompetentie en onzelfstandigheid en zou het einde inluiden van het machtige shogunaat. De aristocraten, daimyo's en het keizerlijke hof gaven echter een negatief advies. De Amerikaanse eisen dienden te worden afgewezen en buitenlandse inmenging moest worden afgewend. Dit gold dus ook voor Rusland. Poetjatin speelde het onderhandelingsspel echter anders dan Perry. Die had de nadruk gelegd op de militaire macht van de Verenigde Staten en de mogelijke gevolgen voor Japan. Zo dreigde hij dat er een vloot van 100 kurobune schepen naar Japan zou komen indien het bakufu een negatief antwoord zou geven. Poetjatin verkoos de diplomatieke en strategische weg in de hoop de Amerikaanse moeite te ondermijnen.
Rusland beloofde namelijk complete militaire bescherming van Japan door Rusland tegen de Amerikanen, indien de Amerikanen militair zouden ingrijpen. Rusland stelde één voorwaarde: Japan moest aan Rusland het zo begeerde akkoord toezeggen. Poetjatin bleef drie maanden in Japan, in sterk in contrast met Perry, die na ruim een week met evenveel tumult was vertrokken als hij was gekomen. Uiteindelijk vertrok Poetjatin in november 1853 richting Shanghai met dezelfde belofte als de Amerikanen. Namelijk dat die uiterlijk en ten laatste de komende lente zou terugkomen voor een antwoord van het Shogunaat.

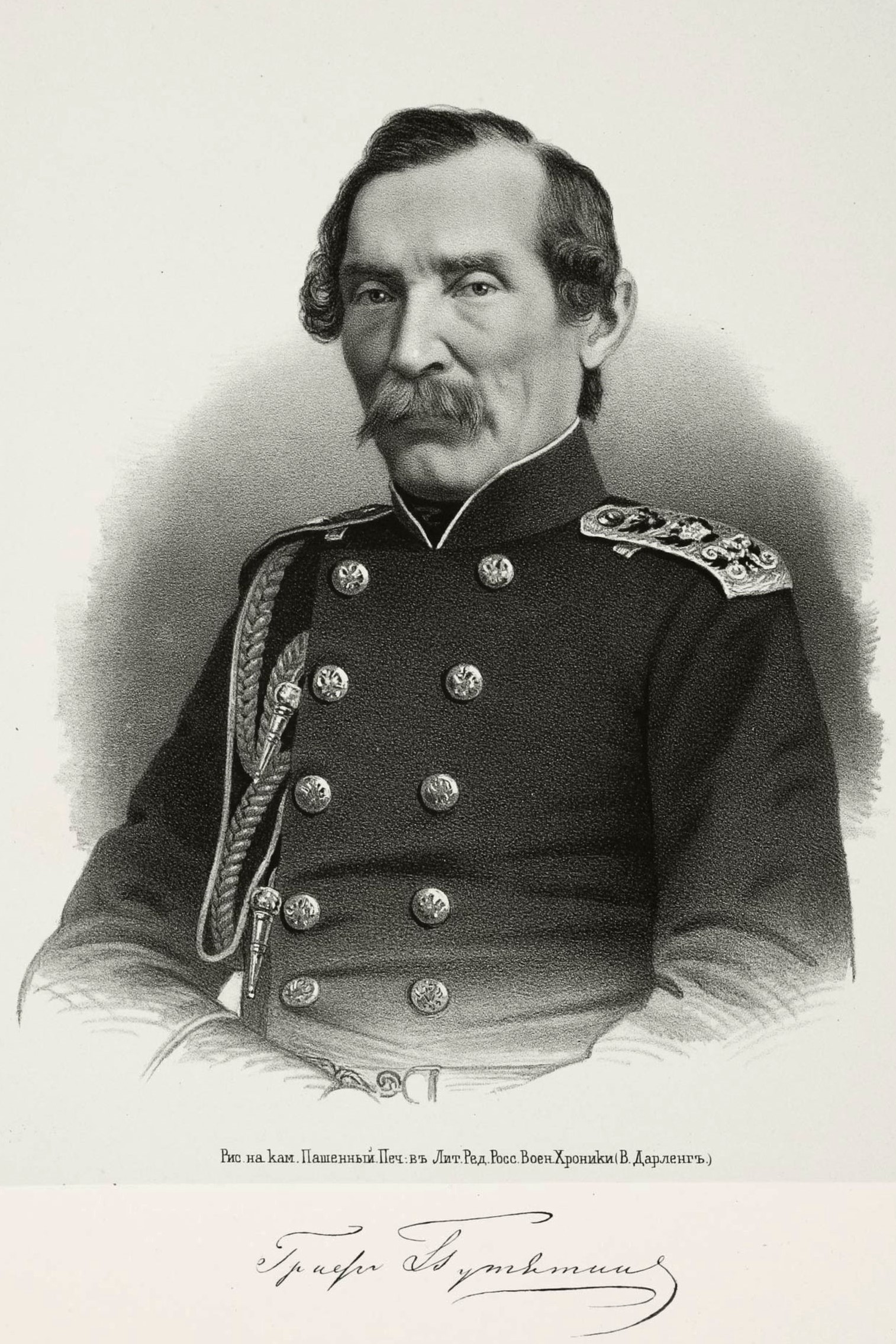
Viceadmiraal Jevfimi Poetjatin
(1803-1883)

In januari 1854 hield hij woord en hervatte de onderhandelingsgesprekken. Eind februari zeilde hij richting Okinawa en uiteindelijk naar Siberië waar hij van moederschip wisselde, de Diana. Vervolgens arriveerde de Russische delegatie eind 1854 weer in Japan voor onderhandelingen, veel later dan de Amerikanen. De Amerikanen hadden Japan begin 1854 reeds ontsloten met het Verdrag van Kanagawa. Bovendien was het een tijd van koloniale strijd en de Britten en Fransen waren in de Zee van Ochotsk en de Japanse Zee naar Poetjatins vloot op zoek, in de hoop deze tot zinken te kunnen brengen. Om een Russisch verdrag en Russische invloed in Azië te voorkomen stapten de Britten zelfs naar het bakufu om neutraliteit van Japan te vragen indien het Verenigd Koninkrijk de Russische delegatie aan zou vallen. Doordat het Brits verzoek verkeerd vertaald werd verkregen de Britten echter een Engels-Japans Vriendschapsverdrag. Uiteindelijk vonden de Fransen en Britten Poetjatin nooit. Poetjatin kon zijn rivalen wel te slim af kon zijn, maar tegen een tsunami was hij weerloos.
Op 23 december 1854 vond de Ansei Tokai-aardbeving plaats met een geschatte magnitude van 8.4 op de schaal van Richter. Een 7 meter hoge muur van water vernietigde 900 huizen in Shimoda en nog meer aan de gehele Stille Oceaan-kust van Japan. Zo ook Poetjatins schepen die aangemeerd lagen in Shimoda, waardoor de Russische delegatie op buitenlandse bodem gestrand raakte. De Russische viceadmiraal beval zijn troepen de Japanse drenkelingen te redden, maar Poetjatins vlaggenschip Diana raakte ernstig beschadigd en zou uiteindelijk zinken. In een poging de Russische scheepsbouwtechniek te bestuderen werd op bevel van het Tokugawa-shogunaat door Japanse timmerlui en Russische zeelieden een nieuw schip gebouwd. Zo kon Poetjatin op 8 mei 1855 aan boord van het pas gedoopte Russisch-Japanse schip, de Heda, koers zetten richting Rusland.
Voor de eerste keer in Japans geschiedenis was een langdurig project werd uitgevoerd waarbij zowel veel Japanners als Westerlingen betrokken waren. Merkwaardig in een tijd van Sakoku, dat weliswaar op zijn einde was.

## Russisch-Japans verdrag
Drie dagen na de vernietiging van Poetjatins vloot, werden de onderhandelingen voortgezet. De reden dat Rusland zo graag een akkoord wenste, was de gedachte dat het Japan nodig had voor de ontwikkeling van Siberië. Rusland had zijn rijk inmiddels uitgebreid van Eurazië via Siberië en Alaska, tot in het noorden van Californië op het Amerikaanse continent. Om de ontwikkeling van die veraf gelegen gebieden te stimuleren had het een ideaal gelegen land als Japan hard nodig voor plaatselijke handel. Een andere haast tijdloze reden, was dat het niet wilde onderdoen voor de Verenigde Staten van Amerika, die al een vriendschapsakkoord hadden ondertekend met Japan.
De Japanners ervoeren Poetjatin als een zeer beschaafd en oprecht man.
Een uitspraak van Poetjatin gericht aan zijn Japanse collega Tsutsui:
"Als we onze leeftijd zouden vergelijken, heeft u de wijze leeftijd van mijn vader en heb ik maar de leeftijd van uw zoon. Ik reik uw hand opdat ik mijn vader kan dienen en zo de weg van vertrouwen niet zal verliezen."
Op 7 februari 1855 werd het langverwachte Russisch-Japanse vriendschapsverdrag ondertekend door Poetjatin namens Rusland, en inspecteur generaal Masanori Tsutsui en controleur Toshiakira Kawaji namens Japan. Het verdrag dat gebaseerd is op wederzijds vertrouwen en begrip zou een nieuw tijdperk inluiden betreffende Russische-Japanse relaties. Het verdrag bevat onder meer een handelsakkoord dat de openstelling van drie Japanse havens aan Rusland garandeert, een haven meer dan voor de Amerikanen. Artikel V van het verdrag bepaalt dat er handel wordt gedreven via onder andere Hakodate, Nagasaki en Shimoda. De havens zullen goederenvoorziening en reparatie verzorgen. Vermeldenswaardig is Artikel VI dat Rusland toestaat consuls in Hakodate en Shimoda te plaatsen. Verder wordt in het verdrag de Noordelijke Gebieden-kwestie behandeld door het deels vastleggen van noordelijke staatsgrenzen.
Zo komt de Russisch-Japanse grens in de Koerilen tussen Etorofu en Urup te liggen. Alles ten noorden van deze lijn zou voortaan Russisch zijn en alles ten zuiden Japans (Etorofu, Kunashiri, Shikotan en Habomai). Beide kampen doen echter water bij de wijn door van Sachalin een gemeenschappelijk gebied te maken. Bijgevolg zou Rusland zijn legerbasis in het zuiden van Sachalin vernietigen.
Al was er met het verdrag uiteindelijk een akkoord betreffende deze noordelijke gebieden, deze zouden tot op de dag van vandaag een struikelblok blijven.